# Нижний индекс
Ни́жний и́ндекс или субскри́пт — в типографике способ набора символов ниже основной строки. Используется, в частности, при записи различных математических и химических формул.
Также символы в нижнем индексе могут быть использованы в фонетической транскрипции; в частности, в Landsmålsalfabetet ku передаёт звук k, в котором губы находятся в положении как у звука u (например, в англ. cool).
Противоположным нижнему является верхний индекс, также используемый в математике, химии и лингвистике.
В Юникоде есть набор символов нижнего индекса, например: ₀ ₁ ₂ ₃ ₄ ₅ ₆ ₇ ₈ ₉ ₊ ₋ ₌ ₍ ₎. 
В HTML и MediaWiki для нижнего индекса используются парные теги <sub> и </sub>. Для набора в TeX используется подчёркивание; так, x_{ab} отображается как {\displaystyle x_{ab}}.